# Binh đoàn Tennessee
Binh đoàn Tennessee là một binh đoàn chủ lực của quân đội Liên minh miền Nam thời Nội chiến Hoa Kỳ (tiếng Anh: Army of Tennessee, lấy tên theo tiểu bang Tennessee).
Quân Liên bang miền Bắc đối phương cũng có một binh đoàn mang tên gần tương tự là Binh đoàn sông Tennessee (tiếng Anh: Army of the Tennessee, đặt tên theo dòng sông Tennessee).

## Lịch sử binh đoàn

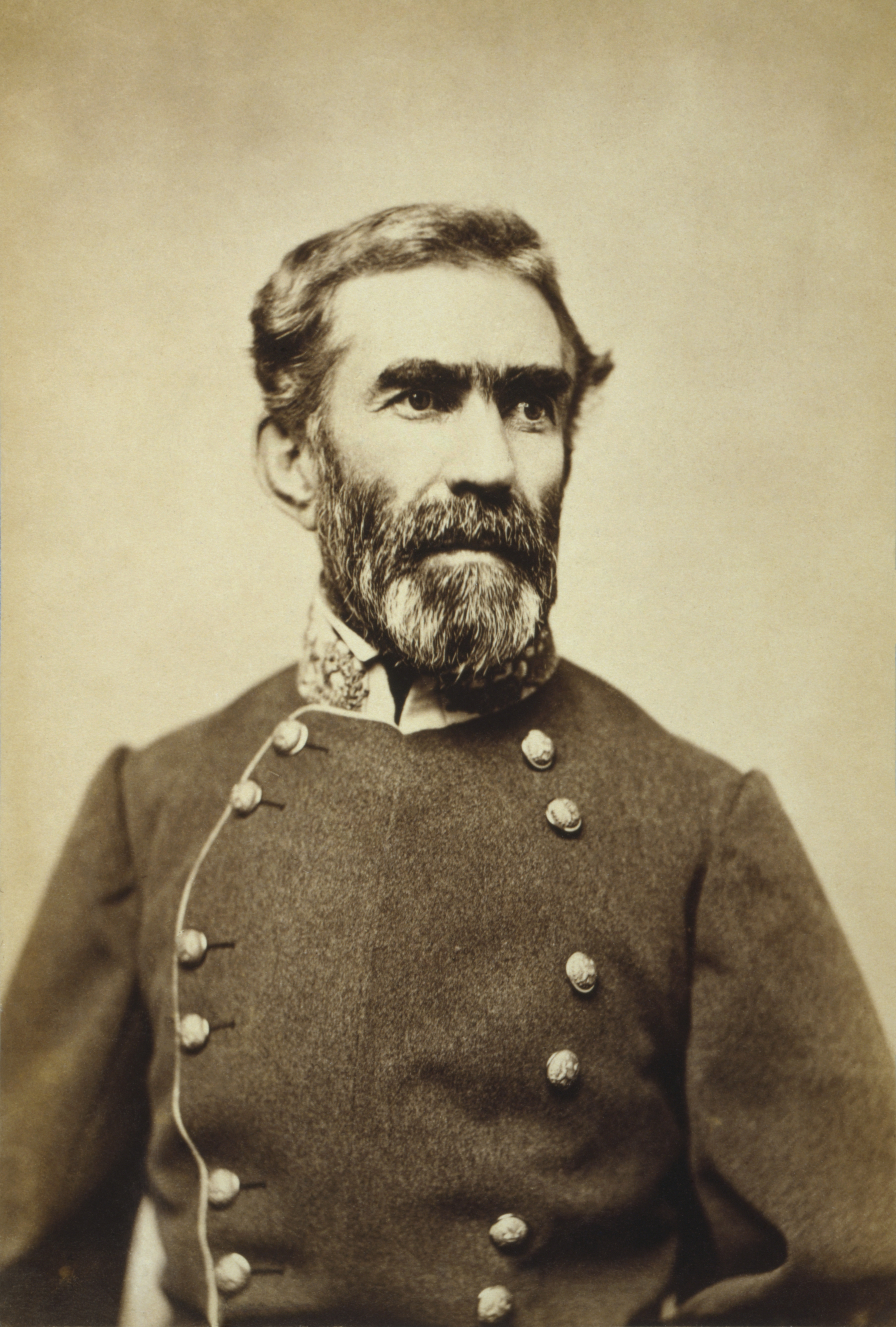
Braxton Bragg

Tiền thân của Binh đoàn là Binh đoàn Mississippi, vốn bị đánh bại trong trận Shiloh và Perryville. Trên cơ sở các đơn vị cũ còn lại của Binh đoàn Mississippi, Binh đoàn Tennessee được thành lập ngày 20 tháng 11 năm 1862. Một vị chỉ huy mới được bổ nhiệm làm chỉ huy binh đoàn là Đại tướng Braxton Bragg. Ông đã nhanh chóng củng cố lại lực lượng và đã chỉ huy binh đoàn đánh bại Binh đoàn Cumberland của quân Liên bang miền Bắc, do Thiếu tướng William Rosecrans chỉ huy, trong trận Stones River vào ngày 31 tháng 12 năm 1862. Tuy thắng trận, Bragg vẫn phải rút khỏi Murfreesboro và tập hợp lực lượng ở Tullahoma để tiếp tục củng cố binh đoàn.
Mùa hè năm 1863, tướng Rosecrans đã mở một cuộc phản công trở lại vào Binh đoàn Tennessee, thường được biết đến với tên gọi Chiến dịch Tullahoma. Binh đoàn của Bragg buộc phải rút về miền bắc Georgia, bỏ các trung tâm đường sắt quan trọng của Chattanooga. Tuy nhiên, sau khi được tiếp viện bởi lực lượng của Quân đoàn I, Binh đoàn Bắc Virginia, do Trung tướng James Longstreet chỉ huy, Binh đoàn Tennessee đã đánh thiệt hại đáng kể cho lực lượng của Rosecrans tại trận Chickamauga vào tháng 9 năm 1863.
Sau trận Chickamauga, Binh đoàn Tennessee đã bao vây các lực lượng quân Liên bang tại Chattanooga, sau khi đã chiếm vị trí phòng thủ trên các ngọn đồi xung quanh thành phố. Tuy nhiên, ngay sau đó, Binh đoàn Cumberland đã được tiếp viện thêm bởi lực lượng của Thiếu tướng Ulysses S. Grant, từ Binh đoàn sông Tennessee, cùng với hai quân đoàn từ Binh đoàn Potomac, do Thiếu tướng Joseph Hooker chỉ huy, đặt dưới quyền tổng chỉ huy của Grant thay cho Rosecrans. Ngược lại, Bragg lại phải gửi lực lượng của tướng Longstreet và gần như tất cả các kỵ binh của mình đi cứu viện cho Knoxville, làm giảm sức mạnh của binh đoàn. Quân Liên bang dễ dàng áp đảo binh đoàn của Bragg trong trận Missionary Ridge vào ngày 25 tháng 11 năm 1863, buộc Bragg bỏ cuộc vây hãm Chattanooga, chiếm lại miền bắc Georgia.

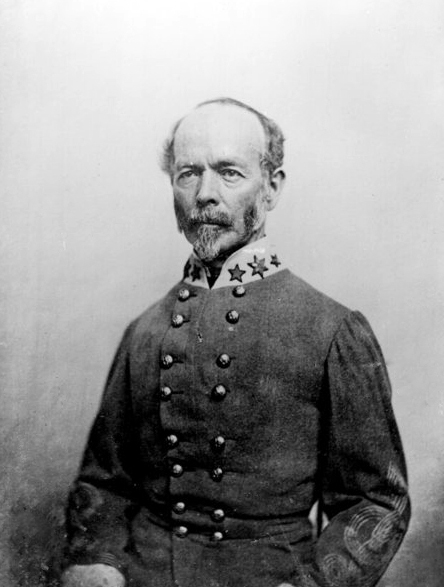
Joseph Johnston

Sau thất bại đó, Bragg đã được thay thế trong chức vụ chỉ huy Binh đoàn Tennessee bởi tướng Joseph E. Johnston, cựu chỉ huy trưởng Binh đoàn Bắc Virginia. Trong Chiến dịch Atlanta năm 1864, Johnston phải đối đầu với lực lượng Liên bang do Thiếu tướng William T. Sherman chỉ huy, người đặt ra mục tiêu quan trọng là tiêu diệt Binh đoàn Tennessee và sau đó chiếm lại Atlanta. Johnston, người chủ trương bảo tồn lực lượng hơn là bảo vệ lãnh thổ, đã thiên về xu hướng tránh các cuộc đụng độ với Sherman, nên đã thực hiện một loạt cuộc hành quân làm thất bại ý đồ đánh bại Binh đoàn Tennessee trong một trận quyết định của tướng Sherman. Tuy nhiên, điều này đã gây nên sự không hai lòng của một số nhà lãnh đạo thiếu kiên nhẫn của Liên minh miền Nam tại Richmond, đặc biệt là Tổng thống miền Nam Jefferson Davis, người vốn không có ấn tượng tốt với Johnston. Sau trận tập kích vào sườn cánh quân của Sherman Johnston tại sông Chattahoochee, Binh đoàn Tennessee trở lại Atlanta, Johnston đã bị thay thế bởi Trung tướng John Bell Hood.

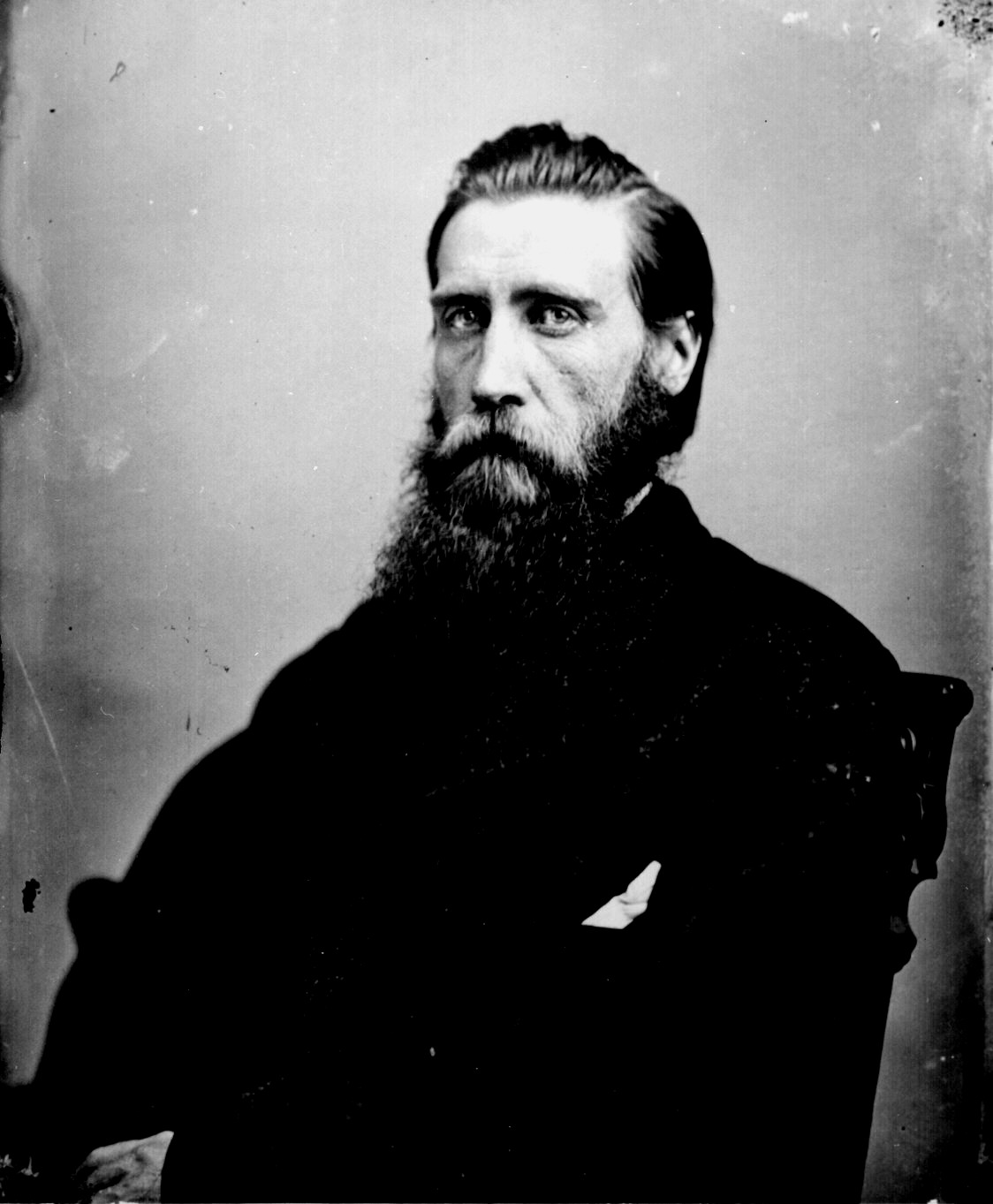
John Bell Hood

Hood tỏ ra là một chỉ huy kém năng lực. Sau nhiều nỗ lực không thành công nhằm công kích lực lượng của Sherman nhằm dỡ bỏ áp lực lên Atlanta, thành phố rơi vào tay quân Liên bang ngày 2 tháng 9 năm 1864. Thay vì tiếp tục chiến thuật của Johnston là tránh nghênh chiến trực diện nhưng buộc quân Sherman phải di chuyển, Hood bây giờ lại chuyển quân về phía tây và phía bắc Tennessee, cho phép Sherman tự do chuyển quân ở phía nam để thực hiện cuộc Hành quân ra biển. Hood cho rằng, khi đấy ông có thể rảnh tay để có để nghênh chiến với đối thủ cũ là Binh đoàn Cumberland, lúc này do Thiếu tướng George H. Thomas chỉ huy, cũng như Binh đoàn Ohio, do Thiếu tướng John Schofield chỉ huy. 

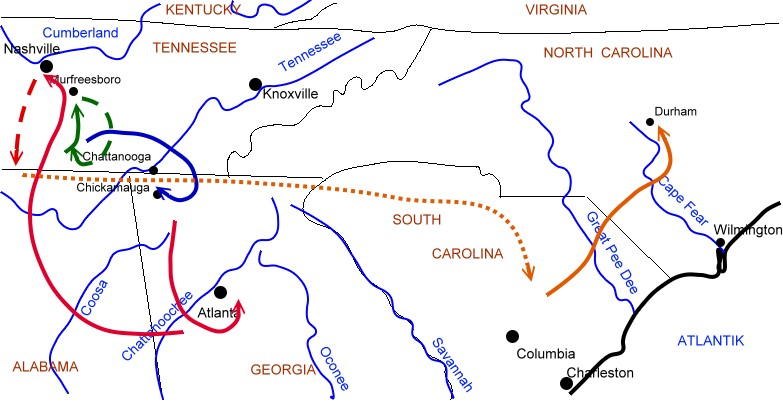
Sơ đồ hành quân của Binh đoàn Tennessee, từ 1862 đến 1865.

Vào ngày 30 tháng 11 năm 1864, Hood tấn công vào lực lượng yếu hơn là cánh quân nhỏ do tướng Schofield chỉ huy trong trận Franklin. Tuy thiệt hại đến một phần tư quân số, ông vẫn cố tiếp tục tiến lên phía bắc vào trung tâm Tennessee và tiến hành vây hãm Nashville. Ngày 15 tháng 12, Thomas tham chiến, tập kích vào phía sau lưng quân miền Nam khi đang xây dựng tuyến vây hãm Nashville. Binh đoàn Tennessee bị vỡ trận và bị quân Liên bang truy kích liên tục. Khi các lực lượng còn lại của Binh đoàn Tennessee có thể tập hợp lại ở Tupelo ngay trước năm mới, lực lượng của nó đã bị tổn thất nặng nến đến 3/4 kể từ khi Hood nắm quyền chỉ huy.
Hood từ chức vào tháng 1 năm 1865, và trong những tháng cuối cùng của chiến tranh, tướng Joseph E. Johnston đã được phục hồi chức vụ chỉ huy những gì còn lại của Binh đoàn Tennessee và đội quân nhỏ khác trong việc phòng thủ vô vọng chống lại lực lượng của Sherman hành quân qua Carolina. Ngày 26 tháng 4 năm 1865, Binh đoàn Tennessee đầu hàng quân miền Bắc tại Bennett Place, gần Durham Station, Bắc Carolina.

## Tổ chức binh đoàn
Tổ chức của Binh đoàn Tennessee biến động theo thời kỳ. Dưới đây là những đơn vị lớn từng phục vụ trong đội hình của binh đoàn.

### Quân đoàn I
Quân đoàn I là quân đoàn đầu tiên và chủ lực của Binh đoàn Tennessee. Đây là quân đoàn gắn bó với Binh đoàn từ lúc thành lập đến khi đầu hàng. Tùy theo thời điểm, quân đoàn còn được gọi tên theo vị chỉ huy quân đoàn lúc đó như Quân đoàn Polk, Quân đoàn Hardee, hay Quân đoàn Cheatham.

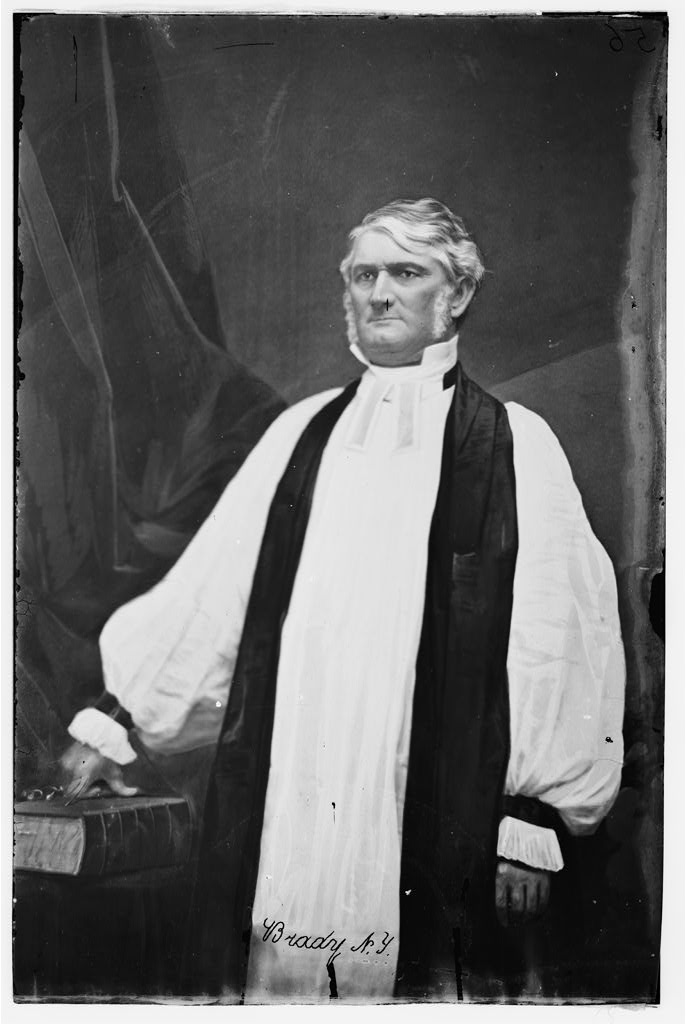
Leonidas Polk

Quân đoàn I được thành lập ngày 20 tháng 11 năm 1862, từ các đơn vị của Cánh quân số 2 (còn gọi là cánh quân miền Tây) của Liên minh miền Nam. Nó được giao trách nhiệm bảo vệ khu vực nằm giữa hai con sông Tennessee và sông Mississippi. Các binh sĩ của quân đoàn đều là những binh sĩ của Binh đoàn Mississippi cũ, tiền thân của Binh đoàn Tennessee. 

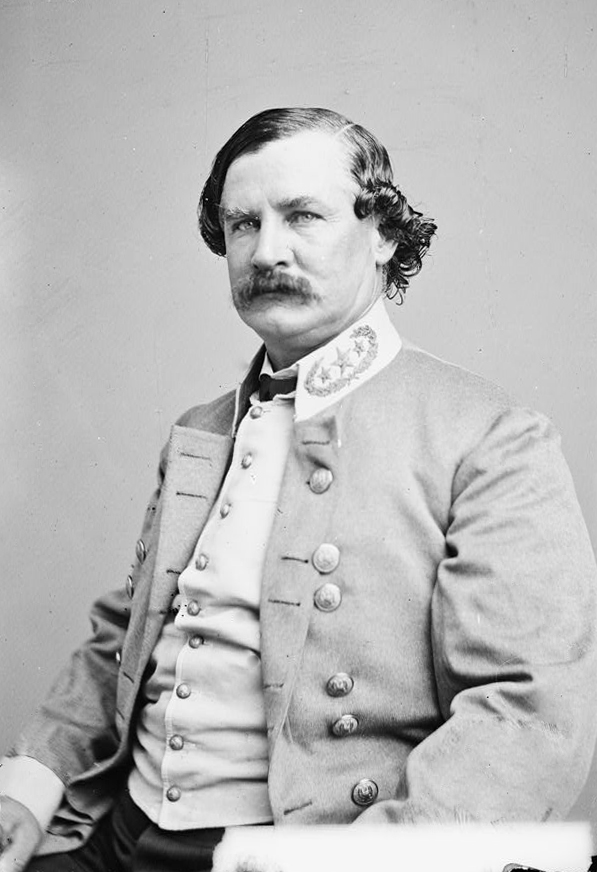
Benjamin F. Cheatham

Chỉ huy đầu tiên của quân đoàn là Trung tướng Leonidas Polk. Ông chỉ huy quân đoàn từ ngày 26 tháng 11 năm 1862 cho đến khi bị Bragg truất khỏi chức vụ chỉ huy  vào ngày 29 tháng 9 năm 1863, dù về danh nghĩa ông vẫn giữ chức vụ này đến ngày 23 tháng 10 năm 1893.
Tạm quyền chỉ huy của quân đoàn là Thiếu tướng Benjamin F. Cheatham. Đây là lại là vị chỉ huy "lận đận" nhất với 4 lần được điều động làm chỉ huy quân đoàn. Lần đầu ông giữ chức vụ chỉ huy ngày 29 tháng 9 đến 23 tháng 10 năm 1863. Lần thứ 2 là từ 2 đến 27 tháng 12 năm 1863. Lần thứ 3, từ 31 tháng 8 đến 2 tháng 9 năm 1864. Cả ba lần ông đều giữ chức vụ "tạm quyền" chỉ huy quân đoàn thay cho chỉ huy chính thức. Mãi đến lần thứ 4 và là lần cuối cùng, ông mới được giữ chức vụ chỉ huy quân đoàn chính thức từ 28 tháng 9 năm 1864 đến 23 tháng 2 năm 1865.. Trong thời gian này, người phó của ông, Thiếu tướng Patrick Cleburne có tạm quyền chỉ huy trong 2 ngày, từ 31 tháng 8 đến 1 tháng 9 năm 1864.

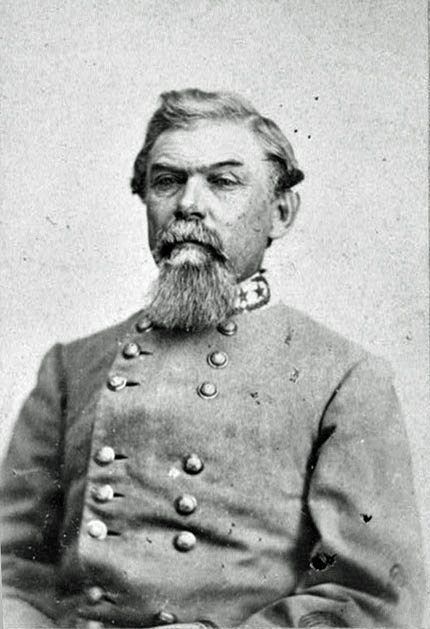
William J. Hardee

Vị chỉ huy quân đoàn mới là Trung tướng William J. Hardee tuy được bổ nhiệm chính thức nhưng cũng không kém "thất thường" với 4 lần giữ vai trò chỉ huy. Trong suốt thời gian nhậm chức, từ ngày 23 tháng 10 năm 1863 đến 28 tháng 9 năm 1864, ông có 2 lần được tướng Cheatham "tạm quyền".
Trong thời gian tướng Hardee chỉ huy quân đoàn, Quân đoàn I liên tục được bổ sung quân số. Ngày 31 tháng 10 năm 1863, một phần của Quân đoàn III được sáp nhập vào Quân đoàn I. Bốn ngày sau, ngày 4 tháng 11, toàn bộ Quân đoàn Trừ bị của binh đoàn cũn được sáp nhập vào Quân đoàn I.
Tuy nhiên, sau chưa đầy 5 tháng tướng Cheatham chỉ huy quân đoàn, tướng Hardee lại trở về chức vụ chỉ huy quân đoàn vào ngày 23 tháng 2 năm 1865. Trong những nỗ lực cuối cùng để chống lại quân Liên bang, toàn bộ các lực lượng còn lại của tiểu bang Georgia cũng được bổ sung vào Quân đoàn I vào ngày 10 tháng 4 năm 1865. Tướng Hardee tiếp tục chỉ huy quân đoàn trong vô vọng cho đến ngày cay đắng, 26 tháng 4 năm 1865, khi cùng toàn bộ những đơn vị còn lại của binh đoàn Tennessee buông súng đầu hàng.

### Quân đoàn II
Quân đoàn II được thành lập đầu tiên vào tháng 4 năm 1862, trước khi diễn ra trận Shiloh, tức là từ trước khi Binh đoàn Tennessee được thành lập. Quân đoàn thành lập tại Corinth, Mississippi, hình thành từ các đơn vị của Sư đoàn Alabama của Daniel Ruggles và cánh quân của Braxton Bragg thuộc Binh đoàn Pensacola. Ban đầu, quân đoàn có tên là Quân đoàn II, Binh đoàn Mississippi do Braxton Bragg chỉ huy. Tổ chức ban đầu của quân đoàn gồm 2 sư đoàn, một do Jones Withers chỉ huy và một do Daniel Ruggles. Tổng quân số quân đoàn là 22.000 người, là đơn vị cấp quân đoàn lớn nhất trong quân đội Liên minh.
Tuy nhiên, ngay trong trận đầu tiên tại Shiloh vào ngày 6 tháng 4 năm 1862, quân đoàn đã chạm trán với sư đoàn quân Liên bang do Ben Prentiss chỉ huy. Do sự kháng cự ngoan cường của Prentiss, đặc biệt là trong trận cố thủ tại Hornet's Nest, quân đoàn dù đã dốc hết sức vẫn không công phá được vị trí mà quân Prentiss phòng thủ. Bị thương vong nặng nề, cùng với thất bại chung của Binh đoàn Mississippi, quân đoàn buộc phải rút lui để củng cố lực lượng.
Phải mất vài tháng sau, quân đoàn mới trở lại tham chiến trong Chiến dịch Corinth, sau đấy quân đoàn được tái tổ chức trong tháng 9 năm 1862. Một lần nữa, quân đoàn lại được tổ chức thành 2 sư đoàn, sư đoàn 1 do Patton Anderson chỉ huy và sư đoàn 2 do Simon Buckner chỉ huy. Chỉ huy quân đoàn lúc này được giao cho William Hardee, thay cho Braxton Bragg được thăng chức chỉ huy toàn binh đoàn.
Sau một trận chiến nhỏ ở Perryville, quân đoàn tiếp tục được bổ sung thêm sư đoàn của John Breckinridge. Một phần sư đoàn 1 được chuyển sang cho sư đoàn 2 và quân đoàn I, nhưng được bổ sung lại bằng một sư đoàn thuộc Binh đoàn của Kirby Smith, cùng với vị chỉ huy mới là John Mcown. Sư đoàn 2 cũng có vị chỉ huy mới là Patrick Cleburne, thay cho Buckner được điều đến Knoxville. Toàn quân đoàn khi đấy có 3 sư đoàn với tổng quân số 25.000 người.